# Arrondissement Brest
Das Arrondissement Brest ist eine Verwaltungseinheit des französischen Départements Finistère in der Region Bretagne. Hauptort (Sitz der Unterpräfektur) ist Brest.

## Verwaltung
Das Arrondissement umfasst 80 Gemeinden.

### Kantone
Das Arrondissement untergliedert sich in 12 Kantone:
| - Brest-1 - Brest-2 - Brest-3 - Brest-4 | - Brest-5 - Guipavas - Landerneau - Landivisiau | - Lesneven - Plabennec - Pont-de-Buis-lès-Quimerch (mit 13 von 17 Gemeinden) - Saint-Renan |

## Gemeinden
Die Gemeinden des Arrondissements Brest sind:
| 1. Bohars (29011)              | 2. Bourg-Blanc (29015)            | 3. Brélès (29017)                | 4. Brest (29019)                       |
| 5. Coat-Méal (29035)           | 6. Le Conquet (29040)             | 7. Daoulas (29043)               | 8. Dirinon (29045)                     |
| 9. Le Drennec (29047)          | 10. Le Folgoët (29055)            | 11. La Forest-Landerneau (29056) | 12. Gouesnou (29061)                   |
| 13. Goulven (29064)            | 14. Guilers (29069)               | 15. Guipavas (29075)             | 16. Guissény (29077)                   |
| 17. Hanvec (29078)             | 18. Hôpital-Camfrout (29080)      | 19. Île-Molène (29084)           | 20. Irvillac (29086)                   |
| 21. Kerlouan (29091)           | 22. Kernilis (29093)              | 23. Kernouës (29094)             | 24. Kersaint-Plabennec (29095)         |
| 25. Lampaul-Plouarzel (29098)  | 26. Lampaul-Ploudalmézeau (29099) | 27. Lanarvily (29100)            | 28. Landéda (29101)                    |
| 29. Landerneau (29103)         | 30. Landunvez (29109)             | 31. Lanildut (29112)             | 32. Lanneuffret (29116)                |
| 33. Lannilis (29117)           | 34. Lanrivoaré (29119)            | 35. Lesneven (29124)             | 36. Loc-Brévalaire (29126)             |
| 37. Locmaria-Plouzané (29130)  | 38. Logonna-Daoulas (29137)       | 39. Loperhet (29140)             | 40. La Martyre (29144)                 |
| 41. Milizac-Guipronvel (29076) | 42. Ouessant (29155)              | 43. Pencran (29156)              | 44. Plabennec (29160)                  |
| 45. Plouarzel (29177)          | 46. Ploudalmézeau (29178)         | 47. Ploudaniel (29179)           | 48. Ploudiry (29180)                   |
| 49. Plouédern (29181)          | 50. Plougastel-Daoulas (29189)    | 51. Plougonvelin (29190)         | 52. Plouguerneau (29195)               |
| 53. Plouguin (29196)           | 54. Plouider (29198)              | 55. Ploumoguer (29201)           | 56. Plounéour-Brignogan-Plages (29021) |
| 57. Plourin (29208)            | 58. Plouvien (29209)              | 59. Plouzané (29212)             | 60. Porspoder (29221)                  |
| 61. Le Relecq-Kerhuon (29235)  | 62. La Roche-Maurice (29237)      | 63. Saint-Divy (29245)           | 64. Saint-Eloy (29246)                 |
| 65. Saint-Frégant (29248)      | 66. Saint-Méen (29255)            | 67. Saint-Pabu (29257)           | 68. Saint-Renan (29260)                |
| 69. Saint-Thonan (29268)       | 70. Saint-Urbain (29270)          | 71. Trébabu (29282)              | 72. Tréflévénez (29286)                |
| 73. Trégarantec (29288)        | 74. Tréglonou (29290)             | 75. Le Tréhou (29294)            | 76. Trémaouézan (29295)                |
| 77. Tréouergat (29299)         |                                   |                                  |                                        |

## Neuordnung der Arrondissements 2017

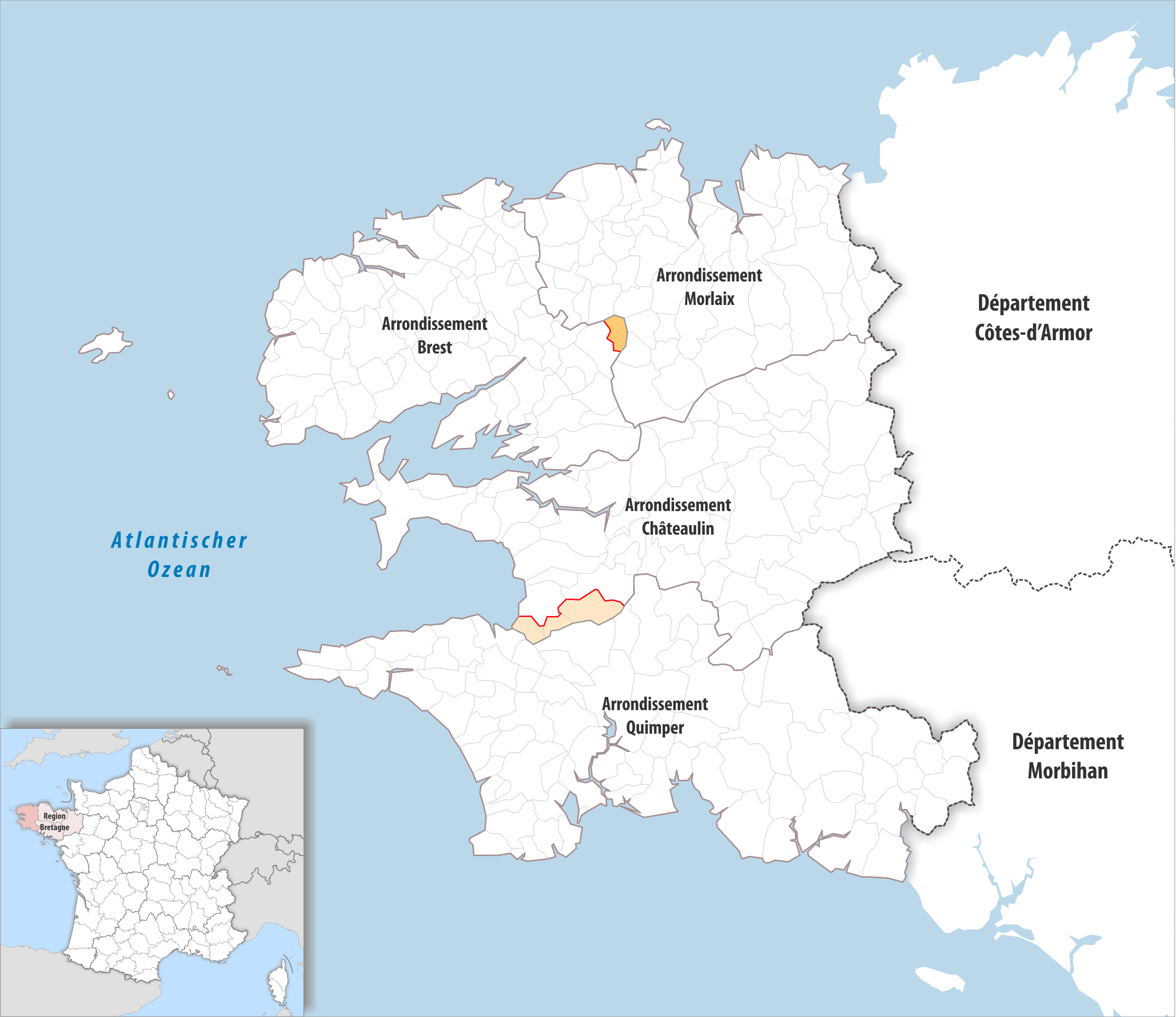
Arrondissementsanpassungen im Jahr 2017

Durch die Neuordnung der Arrondissements im Jahr 2017 wurde die Gemeinde Loc-Eguiner aus dem Arrondissement Brest dem Arrondissement Morlaix zugewiesen.

## Ehemalige Gemeinden seit der landesweiten Neuordnung der Kantone
bis 2017: Brignogan-Plages, Guipronvel, Milizac, Plounéour-Trez